# Schifflersgrund

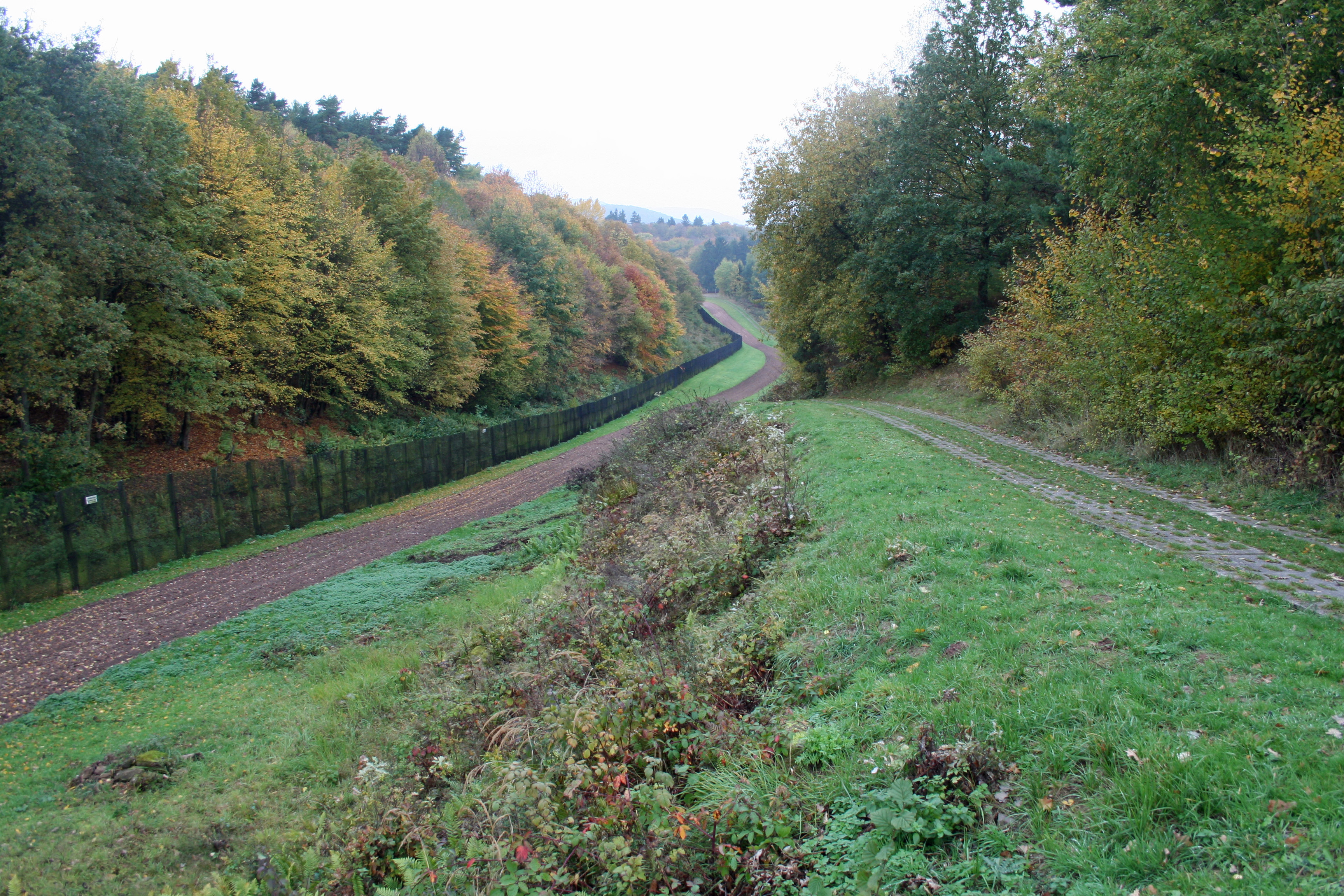
Innerdeutsche Grenze zwischen Thüringen (rechts) und Hessen (links), die hier vom Grenzmuseum Schifflersgrund erhalten wird. Zu sehen ist der seinerzeit mit SM-70-Minen gesicherte Grenzzaun (einreihiger Metallgitterzaun) mit davorliegendem Kontrollstreifen (Spurensicherungsstreifen) und Kolonnenweg mit Fahrspurplatten, die eigentliche Grenze befand sich oberhalb des mittlerweile bewaldeten Hangs

Der Schifflersgrund ist eine Senke, die topographisch zwischen den Ortschaften Asbach-Sickenberg (Thüringen) und Bad Sooden-Allendorf (Hessen) liegt. Bis zum Jahr 1990 verlief hier die innerdeutsche Grenze zwischen der DDR und der Bundesrepublik Deutschland und damit die Grenze zwischen dem Warschauer Pakt und der NATO.

## Geographische Lage
Der Schifflersgrund ist eine in Richtung Walsetal verlaufende Senke knapp zwei Kilometer nordöstlich von Bad Sooden-Allendorf. Das Gebiet befindet sich auf einem oberhalb des Werratales gelegenen Buntsandsteinplateau unterhalb des Sickenberges (294,5 m) und des Heierkopfes (286,1 m). Weiter östlich verlaufen die nördlichen Ausläufer der Gobert mit dem Dietzenröder Stein. Naturräumlich gehört der Schifflersgrund zum Sooden-Allendorfer Werratal und ist heute Teil des Grünen Bandes Deutschland.
Verkehrsmäßig zu erreichen ist der Ort über die Landesstraßen L 1003 und L 2012 von Wahlhausen nach Sickenberg und die L 3239 und L 2012 von Bad Sooden-Allendorf nach Sickenberg. Die Kreisstraße K 59 von Allendorf in Richtung Sickenberg führt unmittelbar an der Senke vorbei.

## Geschichte

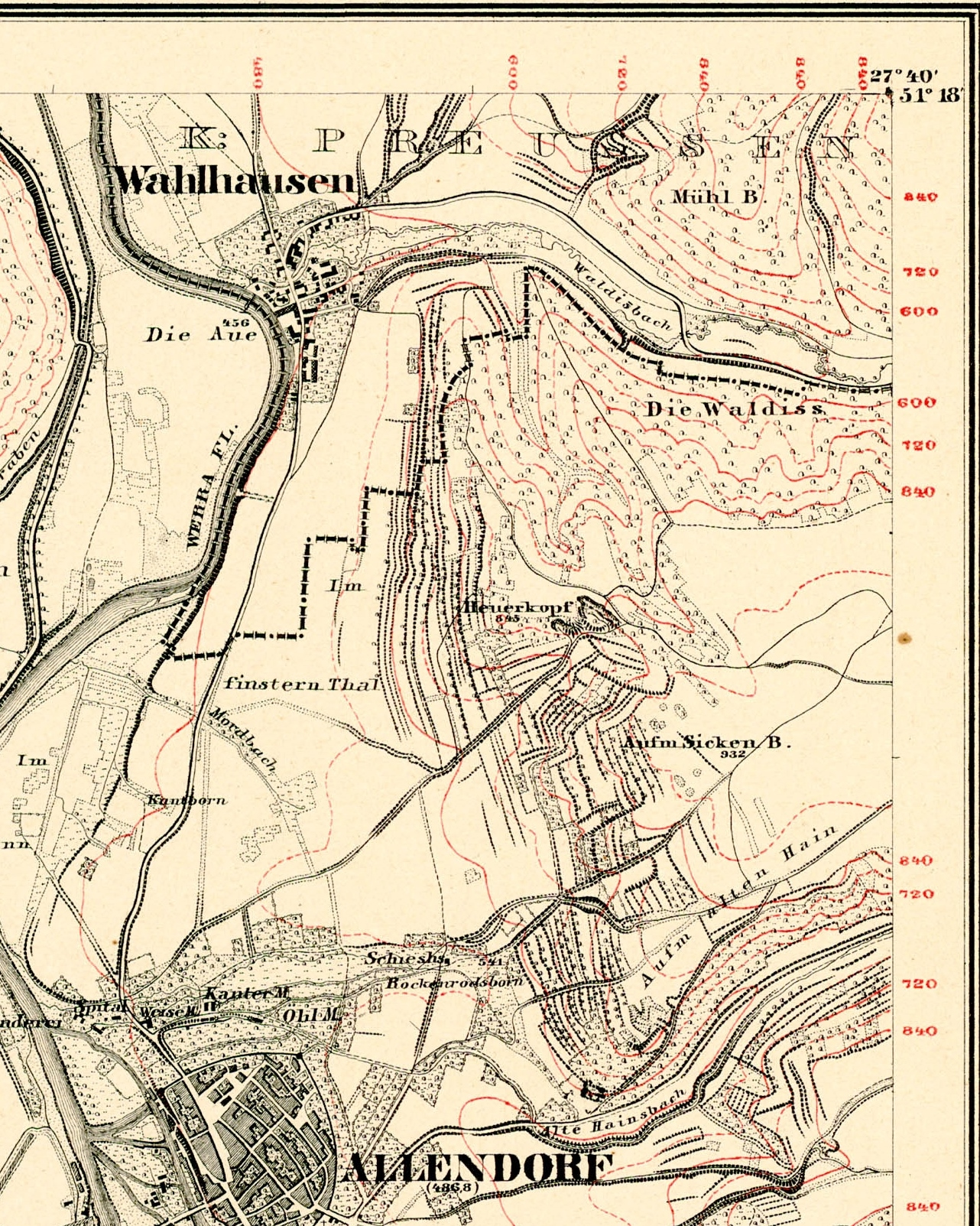
Die Landschaft zwischen dem Sickenberg und dem Heierkopf mit dem Schifflersgrund im Jahr 1857

Der Schifflersgrund ist ein durch Land- und Forstwirtschaft geprägter Landstrich abseits größerer Siedlungen. Er lag seit Jahrhunderten im Grenzbereich unterschiedlicher Herrschaften, so der hessischen Landgrafen und des kurmainzischen Eichsfeldes. Von 1803 gehörte er zum Kurfürstentum Hessen und ab 1866 zur preußischen Provinz Hessen-Nassau. Nach Kriegsende 1945 kam der Schifflersgrund unter amerikanischer Besatzung zum Land Hessen, das benachbarte preußische Eichsfeld kam nach Thüringen.
Am 17. September 1945 trafen sich in der Ortschaft Wanfried, unweit der Demarkationslinie, ranghohe amerikanische und sowjetische Offiziere, um einen Streitfall zwischen den Alliierten zu beseitigen, wodurch die Zukunft in den betroffenen Regionen nachhaltig beeinflusst wurde. Unterhalb des Hansteins verlief die für die Westalliierten wichtige Eisenbahnverbindung Bremerhaven–Hannover–Göttingen nach Bebra. Auf diesem Streckenabschnitt, im Volksmund Whisky-Wodka-Linie genannt, durchquerten die Züge auf einer Länge von knapp drei Kilometern die Sowjetische Besatzungszone. Durch sowjetische Kontrollen kam es zu Behinderungen im Zugverkehr, es entstand eine gewisse Abhängigkeit amerikanischer Streitkräfte vom sowjetischen Wohlwollen. Auf Drängen der Amerikaner wurde beim Wanfrieder Abkommen ein Gebietsaustausch beschlossen. Fünf hessische und zwei thüringische Dörfer wechselten ihre „Besatzungszonenzugehörigkeit“. Die ehemals hessischen Gemeinden Asbach, Sickenberg, Vatterode, Hennigerode und Weidenbach und damit auch der Schifflersgrund gehörten fortan zur Sowjetischen Besatzungszone und somit zum Gebiet der späteren DDR. Von 1952 bis 1990 verlief in diesem Gebiet die Innerdeutsche Grenze und seit diesem Zeitpunkt die hessisch-thüringische Landesgrenze.

### Zwangsaussiedlungen
Von ebenso einschneidender Bedeutung für die Bewohner des grenznahen Raumes waren die Jahre 1952 und 1961. Am 26. Mai 1952 erließ die DDR-Regierung eine „Verordnung über Maßnahmen an der Demarkationslinie zwischen der Deutschen Demokratischen Republik und den westlichen Besatzungszonen Deutschlands“. Unter dem propagandistischen Vorwand einer akuten Bedrohung der DDR durch die Bundesrepublik und ihre Verbündeten wurde einen Tag später, am 27. Mai, durch das Ministerium für Staatssicherheit eine „Polizeiverordnung über die Einführung einer besonderen Ordnung an der Demarkationslinie“ erlassen. Über die gesamte Länge der späteren Grenze wurde ein Kontrollstreifen unmittelbar vor der Demarkationslinie geschaffen und das anschließende 500 Meter breite Gebiet als Schutzstreifen bezeichnet. Ihm schloss sich in einer Tiefe von circa fünf Kilometern die Sperrzone an. Diese Einteilung blieb bis zum Fall der Mauer im Jahr 1989 bestehen. Die Orte Asbach-Sickenberg, Wahlhausen und Lindewerra waren Gemeinden im Schutzstreifen und damit für Fremde kaum zu erreichen. 1952 wurde zeitgleich in allen Orten des Schutzstreifens und der Sperrzone eine Zwangsumsiedlung durchgeführt. Tausende von Menschen mussten innerhalb kürzester Zeit das Notwendigste packen und ihre Heimat verlassen. Dieser Vorgang lief unter der Tarnbezeichnung Aktion Ungeziefer. Ähnliches wiederholte sich 1961 nach Beginn des Mauerbaus unter dem Decknamen Aktion Kornblume.
1952 wurden drei Familien aus Asbach-Sickenberg zwangsausgesiedelt, zwei weiteren Familien und einem Mann gelang noch die Flucht in den Westen. Bei der zweiten Aussiedlungsaktion 1961 wurde eine Familie aus dem Ort ausgewiesen. Auf Grund der vielen Einschränkungen im Schutzstreifen und der abgelegenen Ortslage, die alten Straßenverbindungen zum nahen Bad Sooden-Allendorf existierten nicht mehr, verließen weitere Familien die beiden Ortsteile, standen 1990 11 Häuser leer. Die an der Grenze am Hainsbach in Asbach gelegene Ober- und Untermühle wurden in den 1950er Jahren für den Ausbau der Grenzanlagen abgerissen.

### Flucht

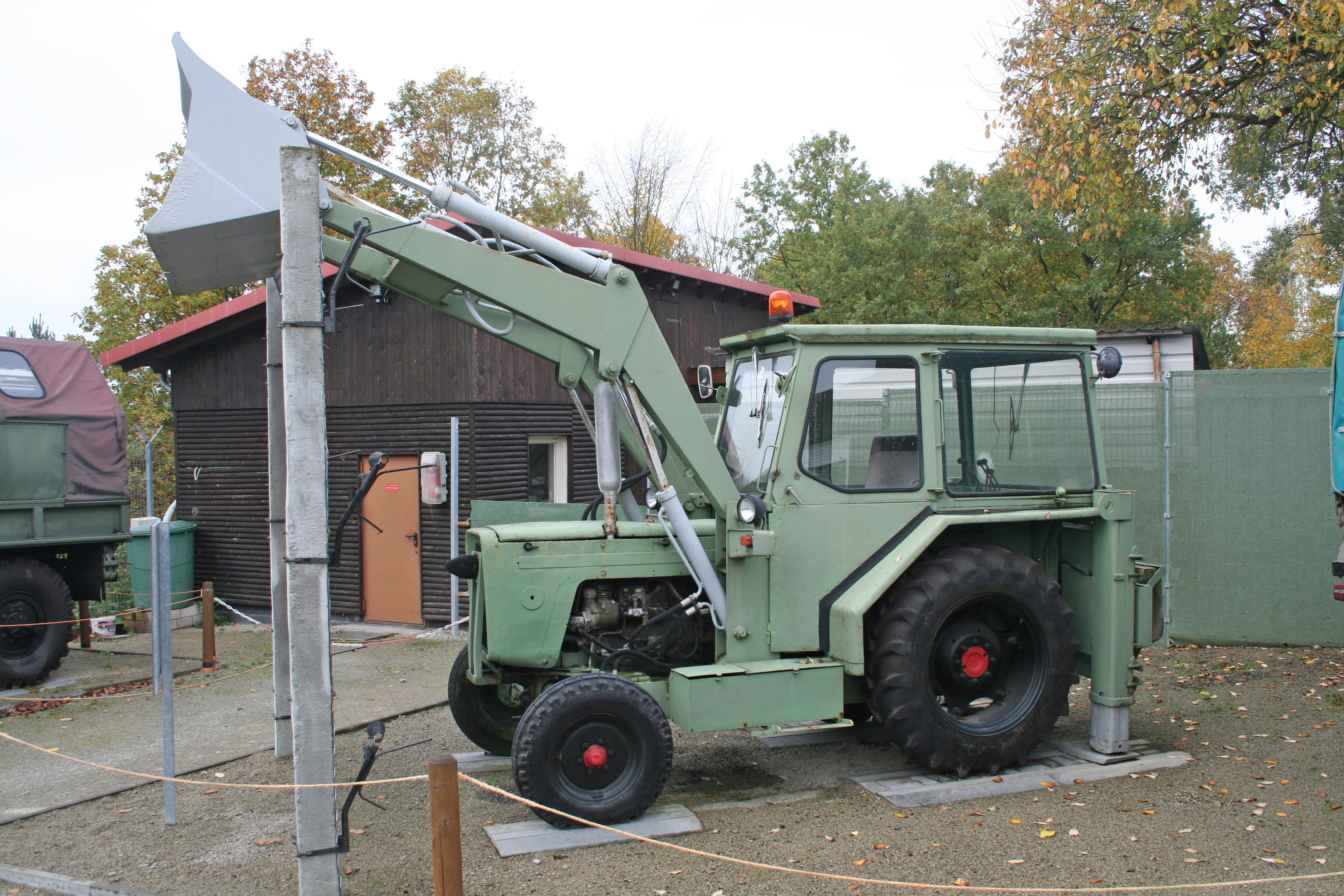
Original-Frontlader H.-J. Großes im Grenzmuseum Schifflersgrund

Am 29. März 1982 starb der 34-jährige Meliorationsarbeiter Heinz-Josef Große bei einer versuchten Flucht aus der DDR direkt im Schifflersgrund. Als Zivilist war er über Jahre hinweg unmittelbar an der Grenze tätig und führte an diesem Tag Erdarbeiten aus. Als sich die bewachenden Grenzposten in einem Geländewagen entfernt hatten, fuhr Große an eine Stelle des Grenzzaunes, an der er den Ausleger seines Frontladers über den mit SM-70-Minen gesicherten Zaun legen konnte. Er kletterte auf den Ausleger, sprang über den Zaun und versuchte, über eine steile Böschung die Grenzlinie zu erreichen. Die beiden zurückgeeilten Grenzposten bemerkten das Fahrzeug und den Flüchtenden. Auf Warnschüsse folgte gezieltes Maschinengewehrfeuer. Heinz-Josef Große wurde tödlich in den Rücken getroffen. Die Beisetzung erfolgte in seiner Heimatgemeinde Thalwenden. In der zensierten Traueranzeige durften keine Formulierungen verwandt werden, die Rückschlüsse auf ein unnatürliches Ableben ermöglicht hätten.
Die Grenzsoldaten, die Große erschossen hatten, wurden 1996 vom Landgericht Mühlhausen zu Jugendstrafen auf Bewährung verurteilt. Die Flucht des Heinz-Josef Große wurde im Zeitzeugenbericht „Die Macht der Liebe“ des Dokumentarfilmers Martin Schülbe aufgearbeitet.

## Grenzmuseum

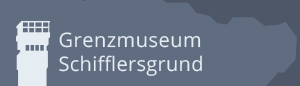
Logo des Grenzmuseums

Unweit dieser ereignisreichen Schauplätze entstand in den Jahren 1990/1991 das Grenzmuseum Schifflersgrund. Es war das erste seiner Art in der wiedervereinigten Bundesrepublik. Der aus einem Privatengagement entstandene Verein „Arbeitskreis Grenzinformation e. V.“ hatte sich zum Ziel gesetzt, einige historisch bedeutsame Fragmente des ehemaligen „antifaschistischen Schutzwalls“ zu konservieren und der Nachwelt zugänglich zu machen. Daraus ist eine komplette Museumsanlage entstanden, die ausführlich über die vorgenannten Ereignisse informiert und darüber hinaus als Lern- und Weiterbildungsort genutzt wird. Im Jahr 2013 hatte das Museum etwa 45.000 Besucher.
Seit August 2009 erinnert die Skulpturengruppe Verbrannte Träume des Holzkünstlers Sebastian Seiffert an die 26 Todesopfer zwischen 1945 und 1989 an der hessisch-thüringischen Grenze.